# Eiga Doraemon: Nobita no shin makai daibōken ~7-nin no mahō tsukai~
Eiga Doraemon: Nobita no shin makai daibōken ~7-nin no mahō tsukai~ (映画ドラえもん のび太の新魔界大冒険 〜7人の魔法使い〜?) è un film d'animazione del 2007 diretto da Yukiyo Teramoto.
Si tratta del ventisettesimo film di Doraemon, distribuito nelle sale giapponesi il 10 marzo 2007. Il film è un remake di  Doraemon: Nobita no makai daibōken del 1984.

## Trama
Stressato dalla moltitudine di problemi che deve affrontare ogni giorno a scuola ed a casa, Nobita immagina come migliorerebbe la propria vita se fosse in grado di utilizzare la magia. Conseguentemente il ragazzino chiede a Doraemon di utilizzare il suo gadget per le realtà alternative di mostrargli come sarebbe il mondo, se la magia esistesse davvero. In questa affascinante realtà alternativa, Nobita ed i suoi amici scoprono che un pianeta demoniaco si sta avvicinando alla Terra e minaccia le vite degli esseri umani. Doraemon, Nobita ed i loro amici devono ritrovare un magico libro su cui è contenuta la formula magica che può salvare la Terra dalla collisione.

## Colonna sonora
Sigla di apertura
- Hagu shichao cantata da Natsukawa Rimi

Sigla di chiusura
- Kakegae no nai uta cantata da Mihimaru GT

## Videogioco
Contemporaneamente al film, è uscito sul mercato un videogioco per Nintendo DS intitolato Doraemon: Nobita no shin makai daibōken DS vagamente ispirato al film.